# Civilization Revolution 2
Civilization Revolution 2 est un jeu vidéo de stratégie au tour par tour développé par 2K China et édité par 2K Games, sorti à partir de 2014 sur iOS,
Android et PlayStation Vita.

## Accueil
- Canard PC : 3/10[1]
- Eurogamer : 5/10[2]
- Gamezebo : 3/5[3]
- IGN : 6,9/10[4]
- Pocket Gamer : 7/10[5]
- TouchArcade : 3,5/5[6]